# Kubmaneter
Kubmaneter (Cubozoa) är en klass av nässeldjur. Den innehåller en enda ordning (Cubomedusae), som liknar äkta maneter och ibland istället räknas dit.
Kubmaneter har 24 gropögon. Vissa arter har även två mer avancerade ögon med optik. Vissa arter, som exempelvis irukandji och havsgeting, inräknas bland världens mest giftiga djur.